# Новоіванівка (Хмельницький район)
Новоіва́нівка — село в Україні, у Теофіпольській селищній громаді Хмельницького району Хмельницької області. Населення становить 160 осіб. До 2020 орган місцевого самоврядування — Гальчинецька сільська рада.

## Географія
Селом протікає річка Случ. На захід від села розташована гідрологічна пам'ятка природи «Новоіванівська».

## Історія
Поміщик Антон Хоментовський у 1763 (1793?) році викупив у Мнішеків землю, на якій і заснував село, назвавши його іменем старшого сина Яна – Янівка. У 1950 році назва змінилася на  Новоіванівку.
7 (20) листопада 1917 року, відповідно до.Третього Універсалу Української Центральної Ради, увійшло до складу Української Народної Республіки.
12 червня 2020 року, відповідно до розпорядження Кабінету Міністрів України № 727-р «Про визначення адміністративних центрів та затвердження територій територіальних громад Хмельницької області», увійшло до складу Теофіпольської селищної громади.
19 липня 2020 року, в результаті адміністративно-територіальної реформи та ліквідації Теофіпольського району, село увійшло до складу Хмельницького району.

## Постаті
- Казмірук Віталій Йосипович (1942—2001) — український радянський діяч. Член Ревізійної Комісії КПУ в 1986—1990 р. Народний депутат України 1-го скликання в 1990—1992 р.